# Православље у Естонији
Православље у Естонији практикује 16,5% становништва, што га чини најидентификованијом религијом и хришћанском деноминацијом у овој већински секуларној држави након што је надмашило лутеранство са 9,1% (раније 13,6% на попису из 2000.) по први пут у модерној историји земље. Православље, или тачније, источно православно хришћанство, углавном се практикује унутар руске етничке мањине у Естонији и мањине унутар домаћег становништва. Према естонском попису из 2000. године, 72,9% оних који су се идентификовали као православни били су руског порекла.
Данас у Естонији делују два огранка Православне цркве: Естонска апостолска православна црква, аутономна црква под Цариградском васељенском патријаршијом, и Естонска православна црква Московске патријаршије, полуаутономна црква Руске православне цркве.

## Историја
Православље су највероватније први увели у периоду од 10. до 12. века мисионара из Новгорода и Пскова који су деловали међу Естонцима у југоисточним пределима. Прво помињање православне заједнице у Естонији датира из 1030. године. Око 600. године нове ере на источној страни брда Томе (Toomemägi) Естонци су основали град Тарбату (савремени Тарту). Године 1030. кијевски кнез Јарослав Мудри извршио је препад на Тарбату и саградио своје утврђење звано Јурјев, као и, наводно, конгрегацију у цркви посвећеној његовом свецу заштитнику, Светом Георгију. Конгрегација је можда опстала до 1061. године, када је, према хроникама, Јурјев спаљен до темеља, а православни хришћани протерани.
Као резултат балтичких крсташких ратова почетком 13. века, северну Естонију је освојила Данска, а јужни део земље Тевтонски ред, а касније и Ливонијско братство мача, а тиме је цела данашња Естонија пала под контролу западног хришћанства. Међутим, руски трговци из Новгорода и Пскова су касније основали мале православне заједнице у неколико естонских градова. Једну такву заједницу Немци су 1472. године протерали из града Дорпата (Тарту), и убили њиховог свештеника Исидора заједно са низом православних верника (помен ове групе је 8. јануара).
Мало се зна о историји цркве на том подручју све до 17. и 18. века, када су многи староверци побегли из Русије да би избегли литургијске реформе које је увео патријарх Руске православне цркве Никон.
У 18. и 19. веку, Естонија је била део Руског царства, након што ју је Шведско царство предало 1721. након пораза у Великом северном рату. Током 1800-их, значајан број естонских сељака прешао је у царску православну веру у (неоствареној) нади да ће бити награђени земљом. Ово је довело до оснивања бискупије у Риги (у модерној Летонији) од стране Руске православне цркве 1850. Крајем 19. века уведен је талас русификације, подржан од руске хијерархије, али не и од локалног естонског свештенства. Отприлике у то време изграђени су Саборна црква Светог Александра Невског у Талину и манастир Пухтица у Куремаеу.

### Пут до аутономије
Како је естонски национализам стално растао током 19. века, естонско свештенство је такође тежило ка већој независности, почевши од естонске бискупије која је имала седиште у Талину на челу са естонским бискупом. 1917. пленарно веће изабрало је Павла Кулбуша (Платона), свештеника естонске православне заједнице у Санкт Петербургу, за бискупа Талина. Упорног заговорника независности, две године касније је погубила Црвена армија током естонског рата за независност.
Након руског признања независне естонске државе, патријарх Руске православне цркве Тихон је 1920. године признао Естонску апостолску православну цркву као аутономну у економским, административним и образовним питањима и дао јој привремену аутокефалност. Архиепископ Александар Паулус је изабран и хиротонисан за Митрополита Талина и целе Естоније, поглавара Естонске апостолске православне цркве.
Пре тога, Совјетска Русија је усвојила марксистичко-лењинистичку идеологију која је као идеолошки циљ имала елиминацију религије и њену замену државним атеизмом. Као одговор, патријарх Тихон је изопштио совјетско руководство 1918. године, што је довело до периода интензивног прогона хришћана Руске православне цркве. У априлу 1922. Тихон је затворен, а естонско свештенство је изгубило везу са Московском патријаршијом. Септембра 1922. Савет Естонске апостолске православне цркве упутио је петицију цариградском патријарху Мелетију да: (1) пренесе контролу над естонском црквом са Руске православне цркве на Цариградску патријаршију и (2) разјасни статус естонске цркве. Цариградска патријаршија је 1923. године издала томос (црквени акт) којим је Естонска апостолска православна црква пала под јурисдикцију Цариграда и дала јој аутономију, али не и пуну аутокефалност.
Године 1935. црква је правно регистровала свој статус код државе под именом Естонска апостолска православна црква. Ово је касније имало важне правне последице.
Естонска црква је остала под Цариградском патријаршијом све до Другог светског рата. У то време, отприлике једна петина укупног становништва Естоније били су православни хришћани, укључујући Константина Патса, првог председника Естоније. Постојало је преко 210.000 присталица (углавном етничких Естонаца), три епископа, 156 парохија, 131 свештеник, 19 ђакона и катедра за православље на Богословском факултету Универзитета у Тартуу. Међу значајним православним установама спадали су Псковско-печерски манастир у Печорију, два манастира — у Нарви и Куремаеу, манастир у Талину и богословија у Печорију.

### Совјетска окупација
Године 1940, Естонија је постала конститутивна република Совјетског Савеза, као део тајног споразума о подели територије у немачко-совјетском пакту о ненападању из августа 1939. Током совјетске ере, одлука естонске цркве да раскине са Москвом у корист Константинопоља проглашена је незаконитом. Самим тим, црква је изгубила аутономију и припојена је Руској православној цркви 28. фебруара 1941. Више од половине естонског православног свештенства поднело је оставке у знак протеста.
Овај аранжман се показао краткотрајним, пошто је нацистичка Немачка напала Естонију у јулу 1941. Ово је покренуло први раскол у историји естонског православља; 1942. црква је прогласила аутономију и обновила односе са Цариградском патријаршијом, али је естонска бискупија Нарва, углавном насељена етничким Русима, задржала своју везу са Руском православном црквом.
Почетком 1944. године, руска Црвена армија је потиснула немачке трупе на естонску границу. Пошто је совјетска реокупација била неминовна, процењује се да је око 100.000 људи побегло из Естоније. Међу њима је био и митрополит Александар, који је са око 20 свештеника основао Естонску апостолску православну цркву у егзилу у Стокхолму. Тамо је у егзилу служио за око 10.000 естонских православних хришћана широм света.
Упркос снажном отпору немачких трупа у повлачењу и естонских националиста, Совјетски Савез је поново успоставио контролу над Естонијом до јесени 1944. Године 1945. Московска патријаршија је ликвидирала Естонску апостолску православну цркву, отпуштајући преостало свештенство и спајајући све естонске заједнице у јединствену епархију у оквиру Руске православне цркве.
Естонска православна црква остала је подељена све док је Естонија била држава чланица Совјетског Савеза, скоро пола века. Пре своје смрти 1953. године, митрополит Александар је основао своју конгрегацију као егзархат под Цариградом. Синод је организован у Шведској 1958. да би се одржао континуитет цркве у егзилу. Унутар Естоније црква је наставила као епархија Руске православне цркве. Године 1978, на захтев Руске православне цркве, Цариградска васељенска патријаршија је издала томос који је прогласио аутономију из 1923. године „неоперативном“, што значи да је Константинопољ признао немогућност аутономне православне цркве да делује у оквиру Естонске Совјетске Социјалистичке Републике.

### Естонска независност и имовинска реформа
Естонија је 20. августа 1991. прогласила независност од распадајућег Совјетског Савеза, обнављајући парламентарну владу од пре 1940. године. Убрзо су настале поделе унутар православне заједнице; једни су желели да остану под Московском патријаршијом, док су други желели да поново успоставе аутономну цркву под јурисдикцијом Цариградске патријаршије.
Постојао је и правни аспект овог питања. Након што је постала независна, Естонија је започела програм имовинске реформе – то јест, враћање имовине експроприсане од стране Совјета током окупације. Али која је црква – она у егзилу, под Цариградом, или она у Естонији, под Москвом – била права Естонска православна црква?
Почетком 1993. године, естонски парламент је усвојио Закон о црквама и конгрегацијама, који је захтевао да се све верске институције поново региструју у Министарству унутрашњих послова. У августу исте године, црква у егзилу регистровала је статут из 1935. године, што значи да је себе сматрала наставком првобитне Естонске апостолске православне цркве. У новембру је епархија предвођена Москвом покушала да региструје исти статут из 1935. године, али је одбијена. Као одговор, епархија је тужила, покушавајући да утврди да је она, а не црква у егзилу, одржала континуитет Естонске апостолске православне цркве током совјетске окупације. Суд је одбио овај покушај, пресудивши да је црква у егзилу заиста била легитимни наследник православне цркве у постсовјетској Естонији, чиме је Естонска апостолска православна црква једини законски наследник све имовине православне цркве у Естонији пре 1940. године.
Московска патријаршија се оштро противила овој пресуди. Нарочиту забринутост изазивало је око 20 цркава – изграђених пре 1940-их, а самим тим и правно власништво Естонске апостолске православне цркве – којима је управљала епархија предвођена Москвом. У фебруару 1996. године, Цариградска патријаршија је поново успоставила томос из 1923. којим је Естонској апостолској православној цркви додељена аутономија и успостављена канонска подређеност Васељенској патријаршији, наводећи да се томос, иако је проглашен нефункционалним 1978. године, не сматра се неважећим. или опозваним“. Московска патријаршија, чији је патријарх Алексеј II, рођен у Естонији, и своју родну Естонију је сматрао делом своје канонске територије, нагло је прекинула односе са Цариградом, укључујући прекид општења између цркава.
Односи између сукобљених Патријаршија обновљени су три месеца касније, након што је на састанцима у Цириху постигнут следећи договор: и аутономна црква и руска епархија могле су да делују паралелно унутар Естоније, а појединим парохијама и свештенству је било дозвољено да бирају коју јурисдикцију ће следити. Одржан је референдум и већина парохија (54 од 84, углавном по етничкој линији) изабрала је аутономну Естонску апостолску православну цркву, иако је већина парохијана подржала Московску патријаршију.
Руска епархија је наставила кампању тражења правног наследства до 2001. године, када је одустала од покушаја да региструје статут из 1935. године, и уместо тога се обратила Министарству унутрашњих послова под називом „Естонска православна црква Московске патријаршије“. Естонска апостолска православна црква је протестовала, рекавши да је назив превише сличан „Естонској апостолској православној цркви“. У почетку је влада стала на страну Естонске апостолске православне цркве, која је уместо тога предложила називе као што су „Руска православна црква у Естонији“ или „Епархија Руске православне цркве“. Естонско пословно удружење је убрзо лобирало у име Московске патријаршије, јер су их изјаве руских званичника навеле да верују да ће повољна регистрација довести до смањења царинских тарифа на естонско-руску трговину. Напор је успео и 17. априла 2002. године руска епархија је регистрована као Естонска православна црква (Московске патријаршије). Међутим, ово није довело до смањења тарифа за које су се надали.

### Црква данас
Православна заједница у Естонији, која је чинила око 16,5% укупног становништва 2011. године, и која је постала највећа хришћанска деноминација у земљи изнад лутеранизма по први пут у модерној историји земље, остаје подељена, са већином верника (углавном етнички Руси) који су остали под Москвом. Према владином извештају из 2004. године, око 20.000 верника (углавном етничких Естонаца) у 54 парохије су део Естонске апостолске православне аутономне цркве под Цариградом, док је 150.000 верника у 30 парохија, заједно са монашком заједницом Пухтица, под Московском патријаршијом.
Питања око власништва над имовином су углавном решена. Естонска апостолска православна црква се 2002. године сложила да пренесе власништво над црквама које користи Естонска православна црква (Московске патријаршије) на државу, која би заузврат издала 50-годишњи закуп имовине Естонској православној цркви Московске патријаршије. Заузврат, држава је пристала да обнови цркве Естонске апостолске православне цркве.